# Hurbanovo
Hurbanovo, ungarisch Ógyalla (bis 1948 slowakisch Stará Ďala; deutsch Altdala) ist eine Stadt in der Slowakei im Nitriansky kraj.

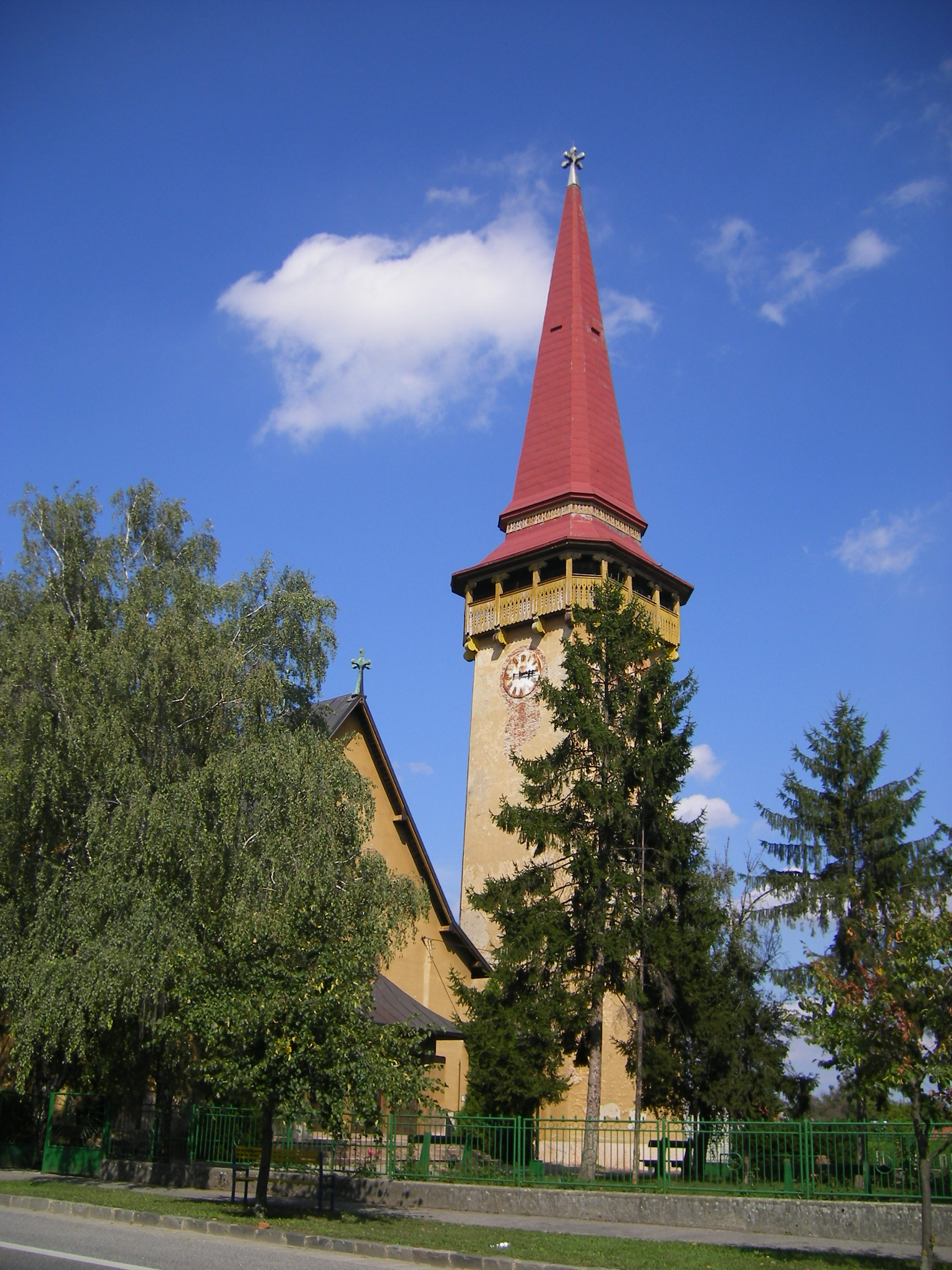
Kirche in der Stadt

## Geografie
Die Stadt befindet sich in einer Höhe von 115 m ü.N. und umfasst eine Fläche von 59,943 km².
Hurbanovo liegt im klimatisch wärmsten Bereich der Donautiefebene links des Flusses Žitava etwa 12 km südlich von Nové Zámky und 15 km nördlich von Komárno.

### Klima
|                       | Jan  | Feb  | Mär  | Apr  | Mai | Jun  | Jul  | Aug  | Sep  | Okt  | Nov | Dez  |   |      |
| Mittl. Tagesmax. (°C) | 2,5  | 5,5  | 11,1 | 16,5 | 22  | 24,8 | 27   | 27   | 22,1 | 15,9 | 8   | 3,7  | ⌀ | 15,6 |
| Mittl. Tagesmin. (°C) | −3,7 | −2,3 | 1,3  | 5,1  | 10  | 12,8 | 14,3 | 14,1 | 10,3 | 5,7  | 1,3 | −1,8 | ⌀ | 5,6  |
|                       |      |      |      |      |     |      |      |      |      |      |     |      |   |      |
| Niederschlag (mm)     | 32   | 27   | 28   | 39   | 57  | 59   | 57   | 53   | 43   | 39   | 51  | 39   | Σ | 524  |
|                       |      |      |      |      |     |      |      |      |      |      |     |      |   |      |
| Regentage (d)         | 11   | 10   | 11   | 11   | 11  | 12   | 11   | 9    | 9    | 10   | 12  | 12   | Σ | 129  |

| −3,7 |

| −2,3 |

| 1,3 |

| 5,1 |

| 10 |

| 12,8 |

| 14,3 |

| 14,1 |

| 10,3 |

| 5,7 |

| 1,3 |

| −1,8 |

| −3,7 |

| −2,3 |

| 1,3 |

| 5,1 |

| 10 |

| 12,8 |

| 14,3 |

| 14,1 |

| 10,3 |

| 5,7 |

| 1,3 |

| −1,8 |

## Bevölkerung
Die Zahl der Einwohner beträgt 8132. Davon sind 50,19 % ungarischer, 45,52 % slowakischer und 0,7 % tschechischer Abstammung. Weitere 2,56 % gehören der Volksgruppe der Roma an, deren tatsächlicher Anteil jedoch deutlich höher liegt.

### Einwohnerentwicklung
| Jahr | Gesamt | Ungarn        | Slowaken      | Zigeuner    |
| ---- | ------ | ------------- | ------------- | ----------- |
| 1910 | 2585   | 2536 (98,1 %) | -             | -           |
| 1921 | 3025   | 2041 (67,5 %) | 765 (25,9 %)  | 78 (2,6 %)  |
| 2001 | 8153   | 4092 (50,2 %) | 3177 (45,5 %) | 302 (3,7 %) |

| Jahr                | 1994 | 2004    | 2014    | 2024    |
| ------------------- | ---- | ------- | ------- | ------- |
| Anzahl der Personen | 7894 | 8041    | 7605    | 7178    |
| Unterschied         |      | +1,86 % | −5,42 % | −5,61 % |

| Jahr                | 2023 | 2024    |
| ------------------- | ---- | ------- |
| Anzahl der Personen | 7222 | 7178    |
| Unterschied         |      | −0,60 % |

### Religion
Die Religionszugehörigkeit war im Jahr 2001:
- 6253 römisch-katholische
- 531 reformierte
- 218 evangelische
- 110 Baptisten
- 20 griechisch-katholische
- 7 Juden

## Ortsteile

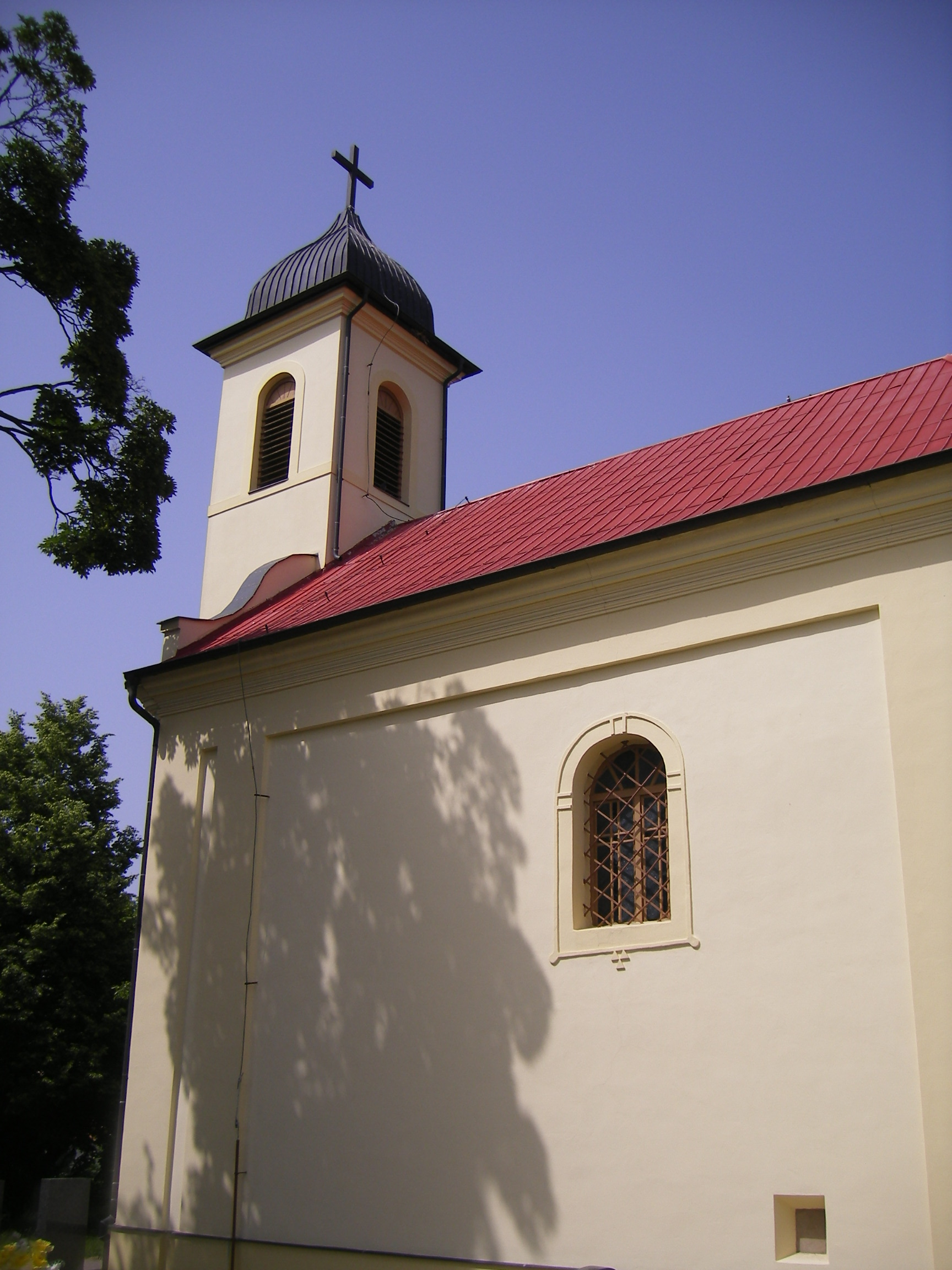
Kirche der Heiligen Anna in Bohatá

Die 2 Orte sind untergliedert in 7 Gemeindeteile:
- Hurbanovo (Ógyalla) – 40,85 km²
  - Holanovo (Hambpuszta)
  - Hurbanovo (Ógyalla)
  - Konkol (Nagykonkoly)
  - Vík (Vékpuszta)
  - Zelený Háj (Zöldállás)
- Bohatá (Bagota)  – 19,09 km² (1971 eingemeindet)
  - Bohatá (Bagota)
  - Nová Trstená (Margitpuszta)

## Geschichte
Die Stadt wurde 1357 zum ersten Mal als Gyalla erwähnt und trug dann später bis 1920 den ungarischen Namen Ógyalla
Im Königreich Ungarn gehörte die Stadt zur Komorner Gespanschaft. Ógyalla war Verwaltungssitz des Stuhlbezirks Udvard.
Im Januar 1919 wurde die Stadt von Truppen der neu entstandenen Tschechoslowakei besetzt und erhielt 1920 offiziell den slowakischen Namen Stará Ďala. In den 1920er Jahren entstand durch die Ansetzung slowakischer Siedler die Kolonie Zelený Háj.
Durch den Ersten Wiener Schiedsspruch war es als Ógyalla von 1938 bis 1945 wieder ein Teil Ungarns.
Der Ort wurde 1948 zu Ehren des slowakischen Schriftstellers Jozef Miloslav Hurban in Hurbanovo umbenannt.
Am 9. Juli 2010 wurde im Ort der ungarischstämmige Politiker Ladislav Basternák (ungarisch auch László Basternák, Mitglied der Partei der ungarischen Koalition), ehemals Bürgermeister des Ortes ermordet.
Am 16. Juni 2012 lief der 51-jährige Polizeichef Milan Juhász aus dem benachbarten Svätý Peter Amok in Hurbanovo, er tötete dabei 3 Menschen. Er verschanzte sich nach der Tat, bis zu seiner Festnahme vor dem Haus der Bürgermeisterin Margita Zemková, die jedoch zu dem Zeitpunkt nicht Zuhause war.

## Sehenswürdigkeiten

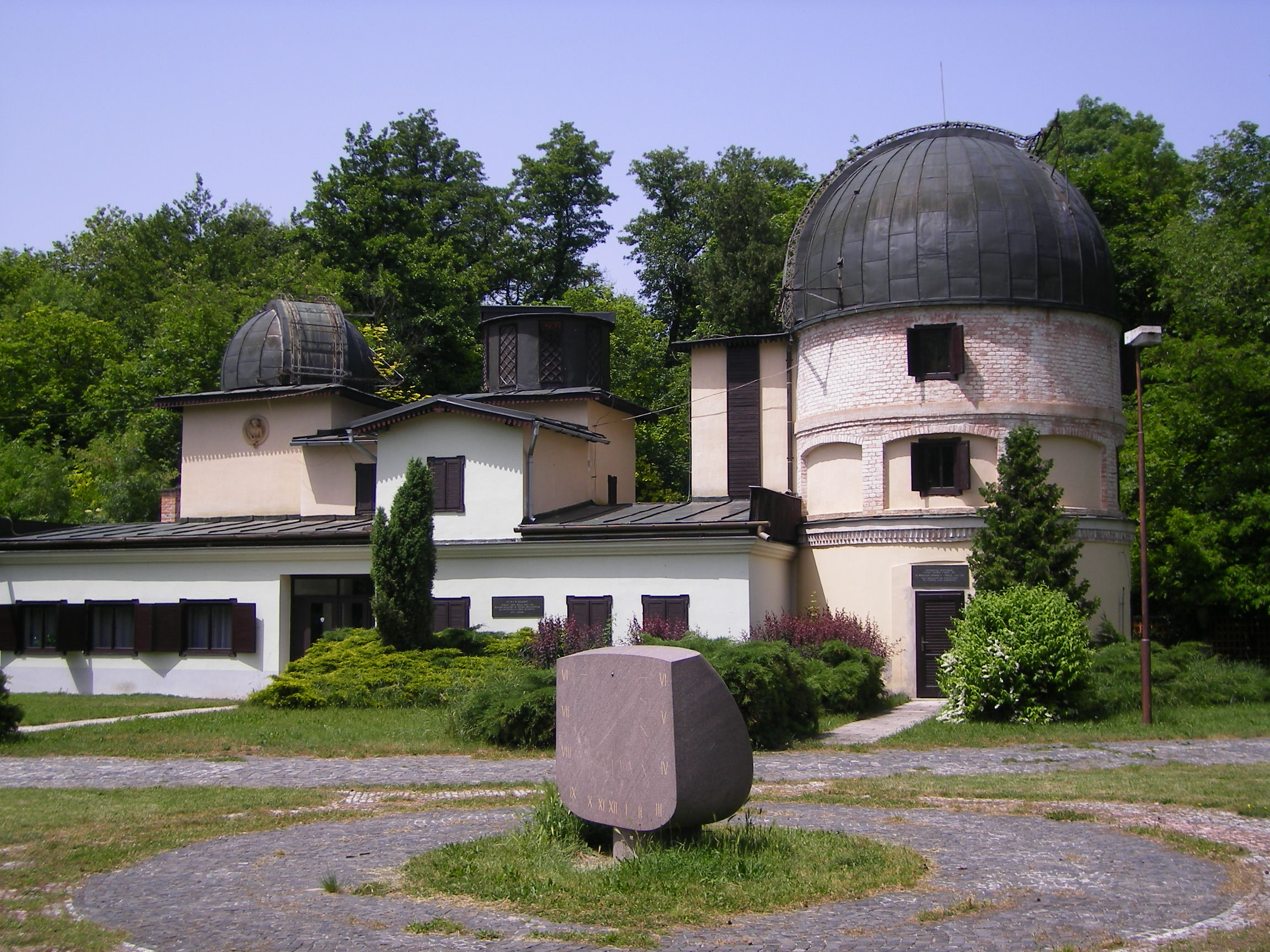
Sternwarte

- Sternwarte Hurbanovo: Hurbanovo ist unter anderem für sein astronomisches Observatorium bekannt, das schon 1871 von Miklós Konkoly-Thege – zunächst als Privatsternwarte – gegründet wurde. Heute wird diese älteste Sternwarte der Slowakei als Volkssternwarte geführt. Das Wappen der Stadt zeigt die Sternwarte in schematischer Form.

Zu den weiteren historischen Denkmälern zählen:
- die katholische Kirche des Heiligen Ladislaus
- die reformierte Kirche
- das klassizistische Herrenhaus
- das Jagdschloss
- die katholische Kirche der Heiligen Anna in Bohata

## Wirtschaft

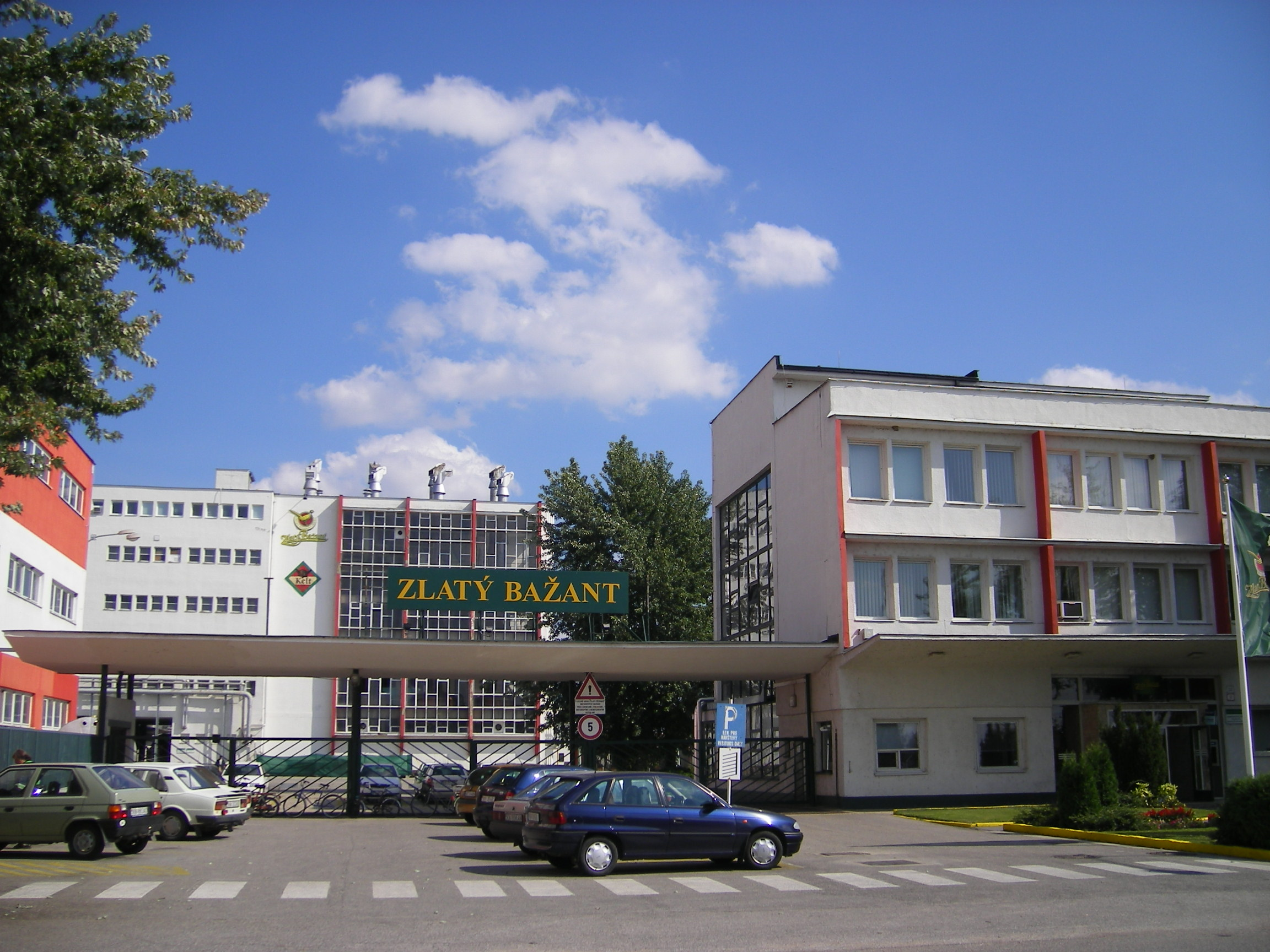
Brauerei Zlatý Bažant

In Hurbanovo ist die Brauerei Zlatý Bažant (zu deutsch „Goldener Fasan“), welche zur Heineken-Gruppe (Heineken Slovensko a.s.) gehört, ansässig.
Weitere Betriebe sind Nuritech Slovensko s.r.o. (ein Schwesterunternehmen von Samsung), DS Smith Slovakia (Plastik), Namex s.r.o. (Nahrungsmittel), Terbo s.r.o. (Hersteller von Kunststoffverpackungen), Joalko a Jatka Hurbanovo s.r.o.

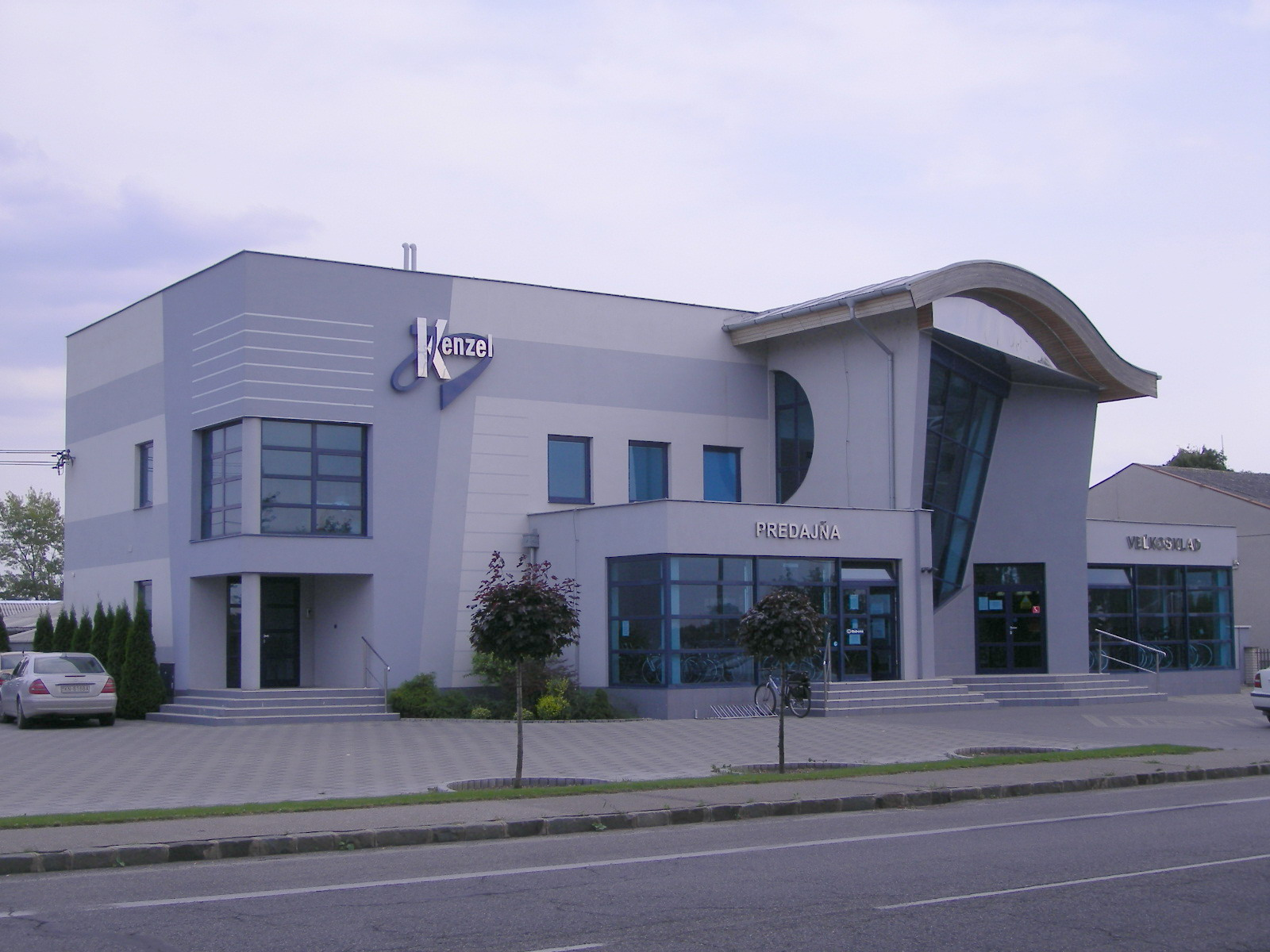
Firma Kenzel

In Bohata befindet sich das Werk des Fahrradherstellers Kenzel.

## Verkehr

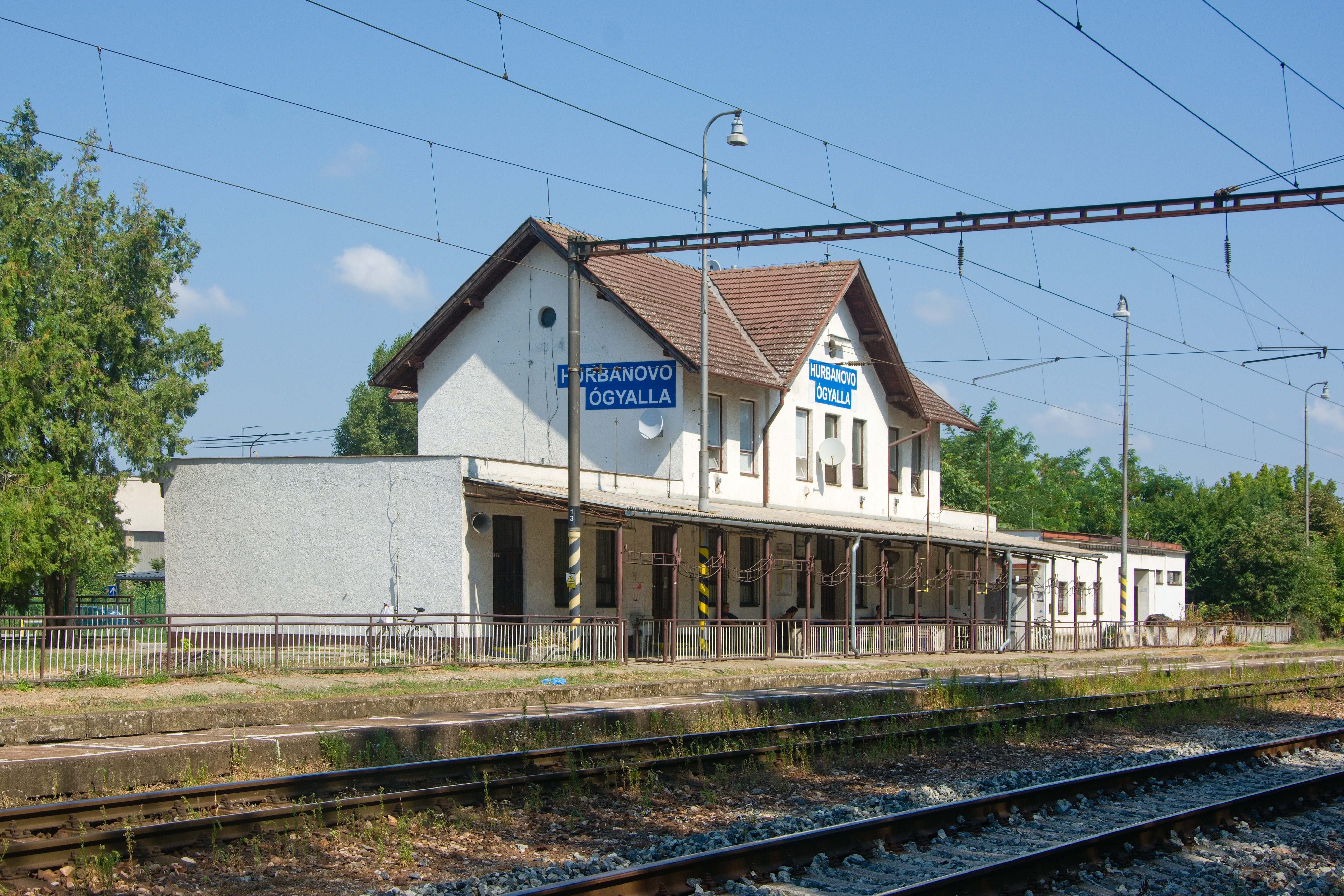
Bahnhof

Der Bahnhof Hurbanovo liegt an der Bahnstrecke Komárom–Nové Zámky. Weiterhin fahren Busse nach Nove Zámky und Komárno.

## Persönlichkeiten

### Söhne und Töchter der Stadt
- Besse János Károly (1765–1841), ungarischer Forscher
- Adolf Feszty (1846–1900), ungarischer Architekt
- Árpád Feszty (1856–1914), ungarischer Maler
- István von Somogyi (1894–1971), ungarischer Maler
- Jozef Malovec (1933–1998), slowakischer Komponist
- Gabriela Dudeková (* 1968), Historikerin

### Vor Ort wirkten
- Miklós Konkoly-Thege (1842–1916), ungarischer Astronom